# クロリンダ・コッラーディ
クロリンダ・コッラーディ（Clorinda Corradi、1804年11月27日 - 1877年6月29日）はイタリアのオペラ歌手。

## 略歴
ウルビーノで生まれた。貴族のフィリッポ・コッラーディの娘で、ウルビーノで音楽の教育を受けた。作曲家、音楽教師のチェリ(Filippo Celli)の学校に入ったが、家族の生計のために歌手として働かなければならなくなった。レカナーティでロッシーニのオペラ『アルジェのイタリア女』と『チェネレントラ』に出演して、歌手としてのキャリアを始め、観客や批評家に支持されて、1823年から1835年の間、イタリアの有名な劇場に出演し、スペインでも公演した。ガエターノ・ドニゼッティの『Ugo, conte di Parigi』のミラノ、スカラ座での初演を演じた。
1823年に結婚して、一男一女をもうけ、娘は女優となった。1836年にはキューバで1837年、1842年にはアメリカで公演した。後年は南米で過ごした。